# Croix de cimetière de Vauhallan
La croix de cimetière de Vauhallan est un monument situé à Vauhallan, en France.

## Localisation
La croix est située dans le cimetière, route de Saclay à proximité de l'Église Saint-Rigomer-et-Sainte-Ténestine de Vauhallan.

## Historique
la croix est datée de 1602.
La croix est inscrite comme monument historique depuis le 21 décembre 1984.

## Description

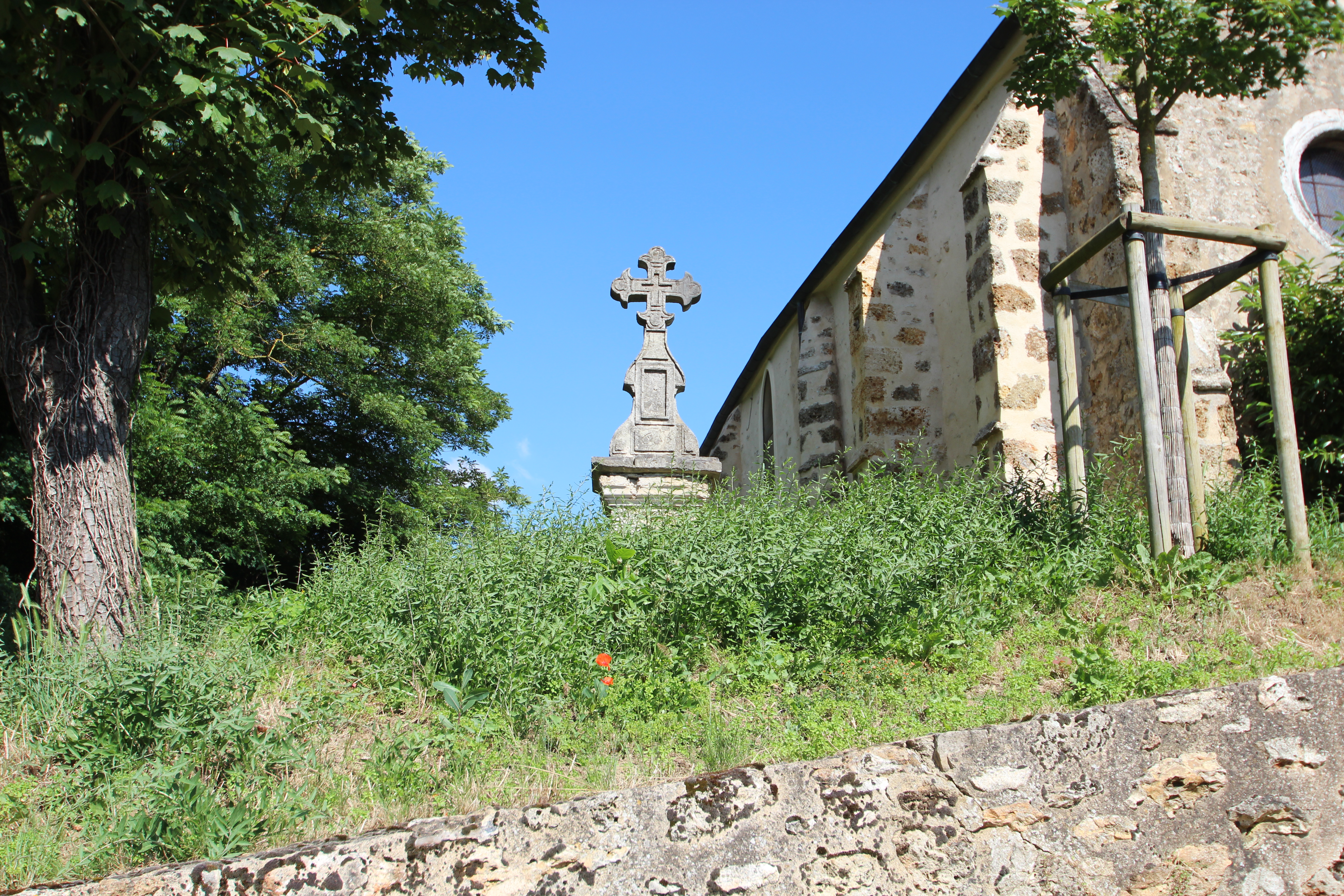
Proximité immédiate de l'église
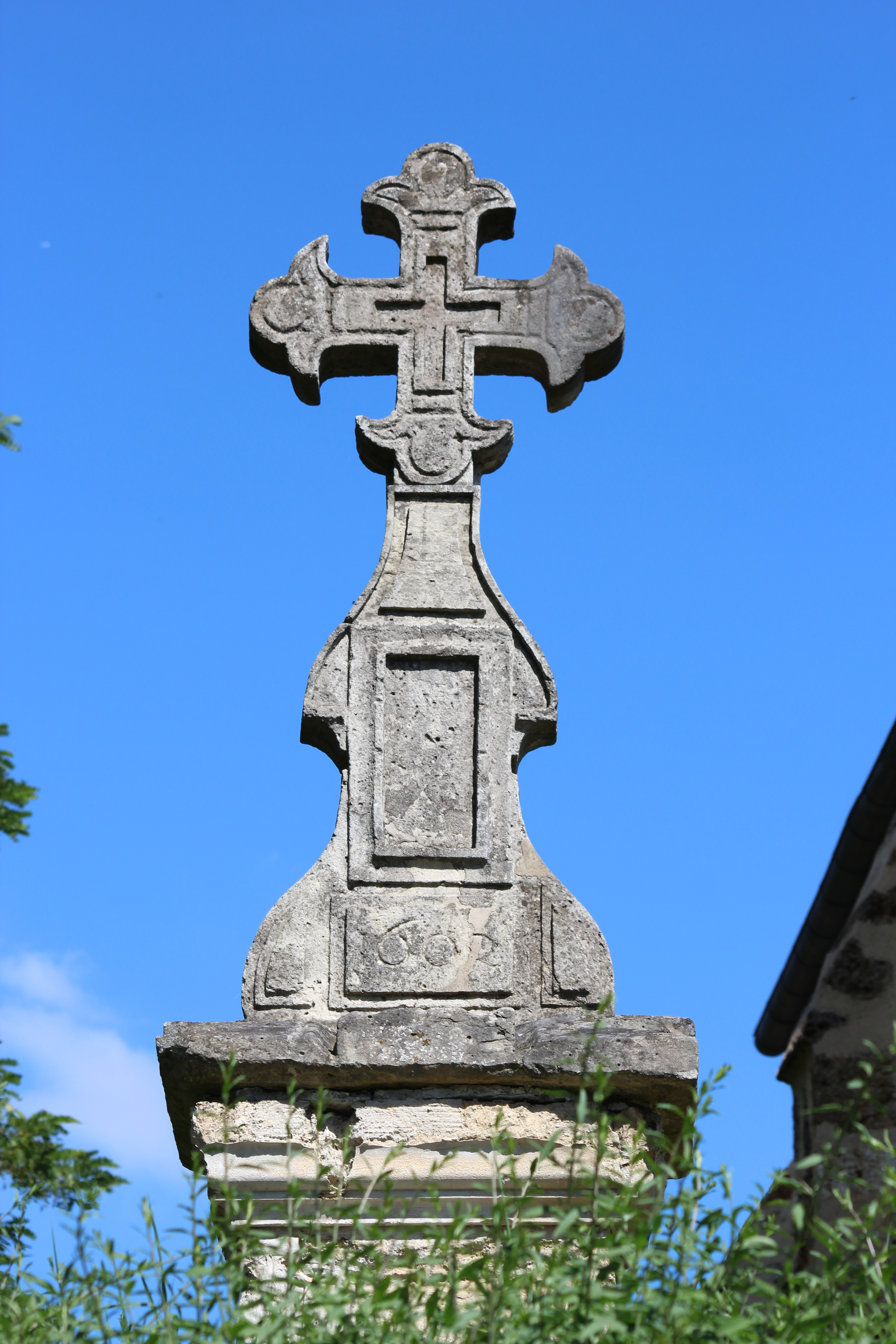
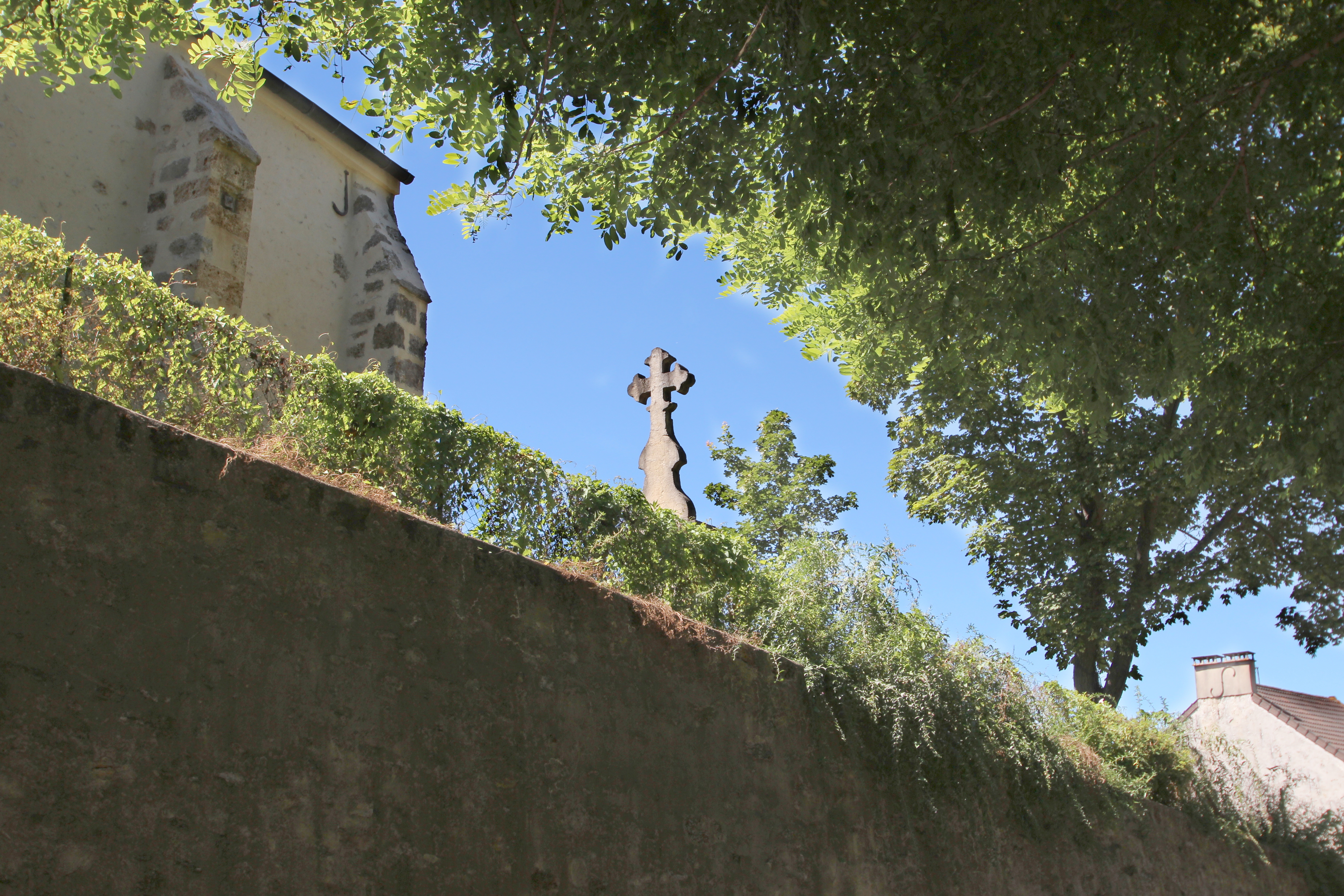